# Jordi Bossoms i Costa
Jordi Bossoms i Costa   (Sant Joan de les Abadesses, 23 de juny de 1997) és un poeta, filòleg clàssic i traductor del lituà.
El seu poemari Tota aquesta calma va guanyar la 61a edició del Premi Amadeu Oller. El jurat, format per David Castillo, David Caño, Esteve Plantada, Irene Tarrés, Antoni Pladevall, Joan Maluquer i Ferrer i Maria Isabel Pijoan, va destacar-ne "l'afany de registrar el desassossec i la mutilació col·lectives dels conflictes bèl·lics que han marcat la història tràgica del continent europeu aquests darrers cent anys" i situen el jove poeta "en una posició renovadora dins el panorama de la poesia catalana actual."
En l'àmbit acadèmic, és graduat en Estudis Clàssics per la Universitat Autònoma de Barcelona, ha cursat el màster en Història de la Ciència: Ciència, Història i Societat i actualment està escrivint una tesi doctoral sobre Arnau de Vilanova, amb el títol "Sobre les malalties agudes: estudi i edició del conjunt d'obres atribuïdes a Arnau de Vilanova basades en el Regimen acutorum d'Hipòcrates."

## Obra

### Poesia
- Tota aquesta calma (Ed. Galerada, 2025)[2]

### Pròlegs, epílegs, miscel·lània
- A la recerca del lotus, de Charmian Clift (Ed. Les Hores, 2023) - Traducció de Miriam Cano i pròleg de Jordi Bossoms.[5]

## Premis i reconeixements
- 2025 - Premi Amadeu Oller per a poetes inèdits per Tota aquesta calma.[2]